# Moskauer Konservatorium

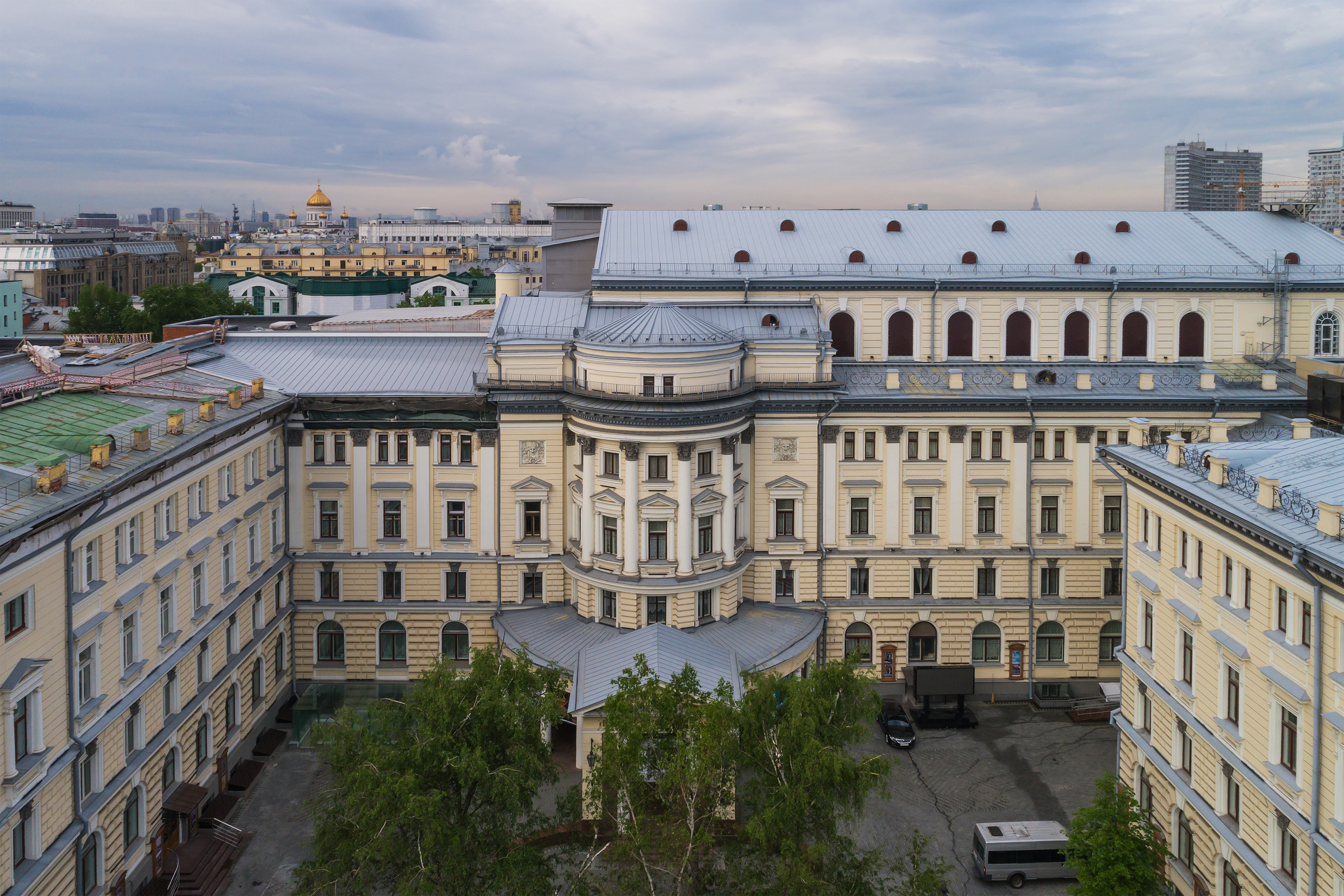
Moskauer Konservatorium

Das Staatliche Moskauer P.-I.-Tschaikowski-Konservatorium (russisch Московская государственная консерватория имени П. И. Чайковского Moskowskaja gossudarstwennaja konserwatorija imeni P. I. Tschaikowskogo) wurde 1866 gegründet und ist die bekannteste musikalische Ausbildungsstätte Russlands. Rektor ist Alexander Sokolow. Es ist das zweitälteste Konservatorium in Russland nach dem Sankt Petersburger Konservatorium.

## Geschichte
Im Jahr 1860 gründete Nikolai Rubinstein zusammen mit Wasilij Kologriwow die Moskauer Abteilung der Russischen Musikgesellschaft (Russkoe muzykal'noe obščestvo, RMO) mit dem Ziel, ein Konservatorium für die Ausbildung von Berufsmusikern zu eröffnen. Hierzu veranstaltete er auch Konzerte und sammelte Spenden. Der Unterricht fand zunächst in Rubinsteins Privatwohnung statt. Anfangs wurde Unterricht in Musiktheorie und Chorgesang erteilt, später kamen die Fächer Klavier, Violine, Cello, Trompete, Flöte und Sologesang hinzu. Im Jahr 1864 wurden bereits 200 Schüler unterrichtet. Aus diesen Musikklassen wurde das Konservatorium 1866 mit Unterstützung von Fürst Nikolai Petrowitsch Trubezkoi als Moskauer Kaiserliches Konservatorium gegründet. Die Leitung hatte Nikolai Rubinstein bis zu seinem Tod im Jahr 1881 inne. Pjotr Iljitsch Tschaikowski unterrichtete dort bereits 1866 und war bis etwa 1878 Dozent für Theorie und Harmonielehre. Ihm zu Ehren erhielt das Konservatorium 1940 den Namen Tschaikowski-Konservatorium.
1871 wurde das im 18. Jahrhundert für Fürstin Katharina Romanowna Daschkowa errichtete Gebäude in der Bolschaja-Nikitskaja-Straße angemietet und im Jahr 1878 für 185.000 Rubel erworben.
Am Moskauer Konservatorium wurde fast die gesamte Elite der russischen Musiker ausgebildet. Berühmte Absolventen sind z. B. Sergei Rachmaninow, Alexander Skrjabin, Reinhold Glière, Andrei Gawrilow, Alfred Schnittke, Nikolai Medtner, Aram Chatschaturjan, Alexander Dawidenko, Mstislaw Rostropowitsch, Gidon Kremer, Dmitri Baschkirow und Swjatoslaw Richter.
In den Räumlichkeiten des Konservatoriums finden bedeutende internationale Musikwettbewerbe wie der Tschaikowski-Wettbewerb sowie Festivals und Konzerte statt.

## Gebäude
Das Gebäude stammte ursprünglich aus dem 18. Jahrhundert und wurde vom Architekten Wassili I. Baschenow für Fürstin Katharina Romanowna Daschkowa errichtet. 1871 wurde es vom Konservatorium gepachtet und 1878 erworben. Unter dem Direktorat von Wassili Safonow fanden zwischen 1893 und 1901 nach Plänen des Architekten W. P. Sagorski umfangreiche Umbau- und Erweiterungsmaßnahmen statt. In dem aus drei Gebäuden bestehenden Komplex befinden sich mehrere Säle, darunter der Große Saal (eröffnet 1901), der Kleine Saal (eröffnet 1898), der Konferenzsaal, der Rachmaninow-Saal und der Mjaskowski-Konzertsaal. Zudem ist in den Gebäuden das Nikolai-Grigorjewitsch-Rubinstein-Museum untergebracht.

### Großer Saal

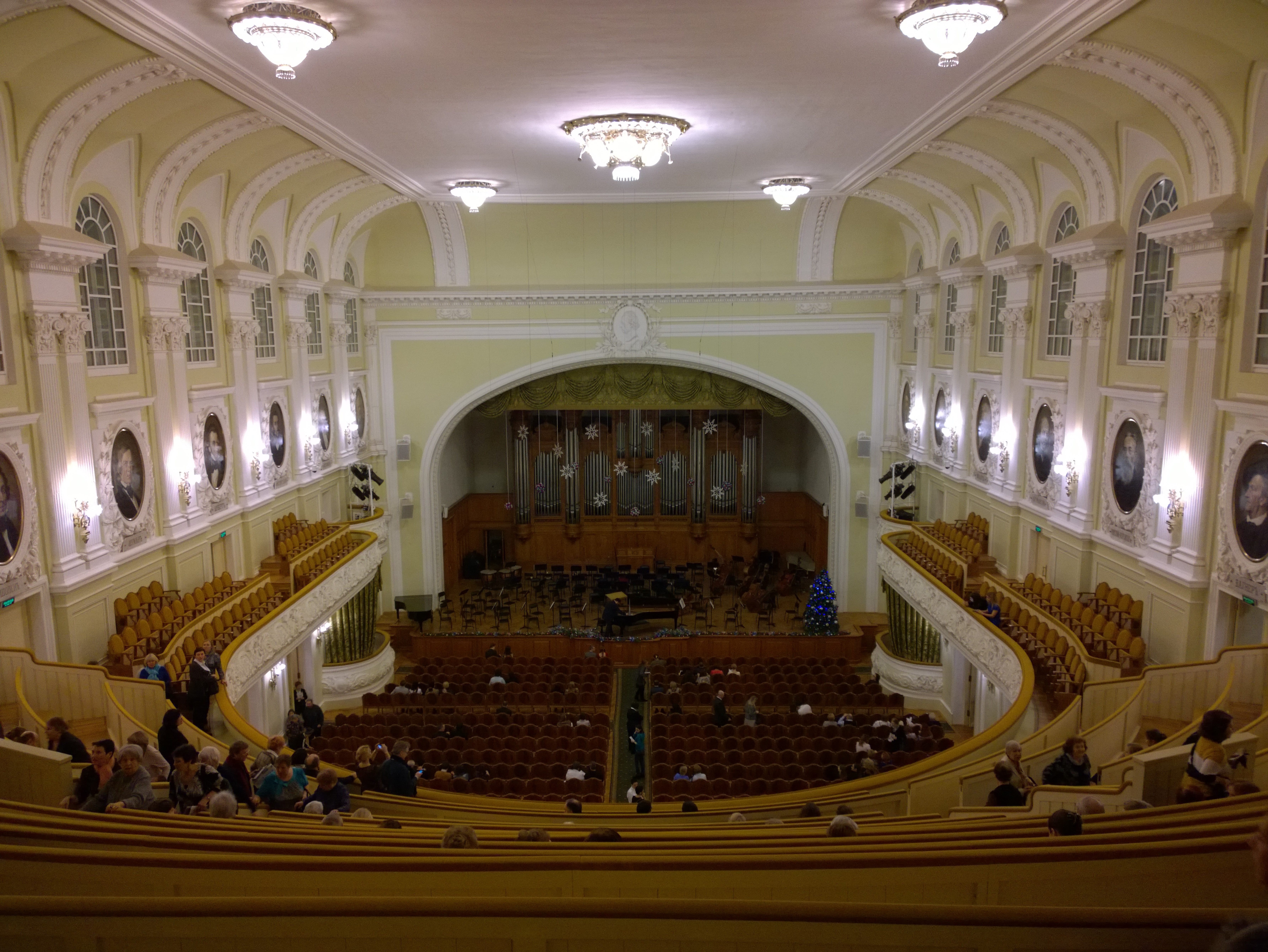
Großer Saal, Blick zur Bühne

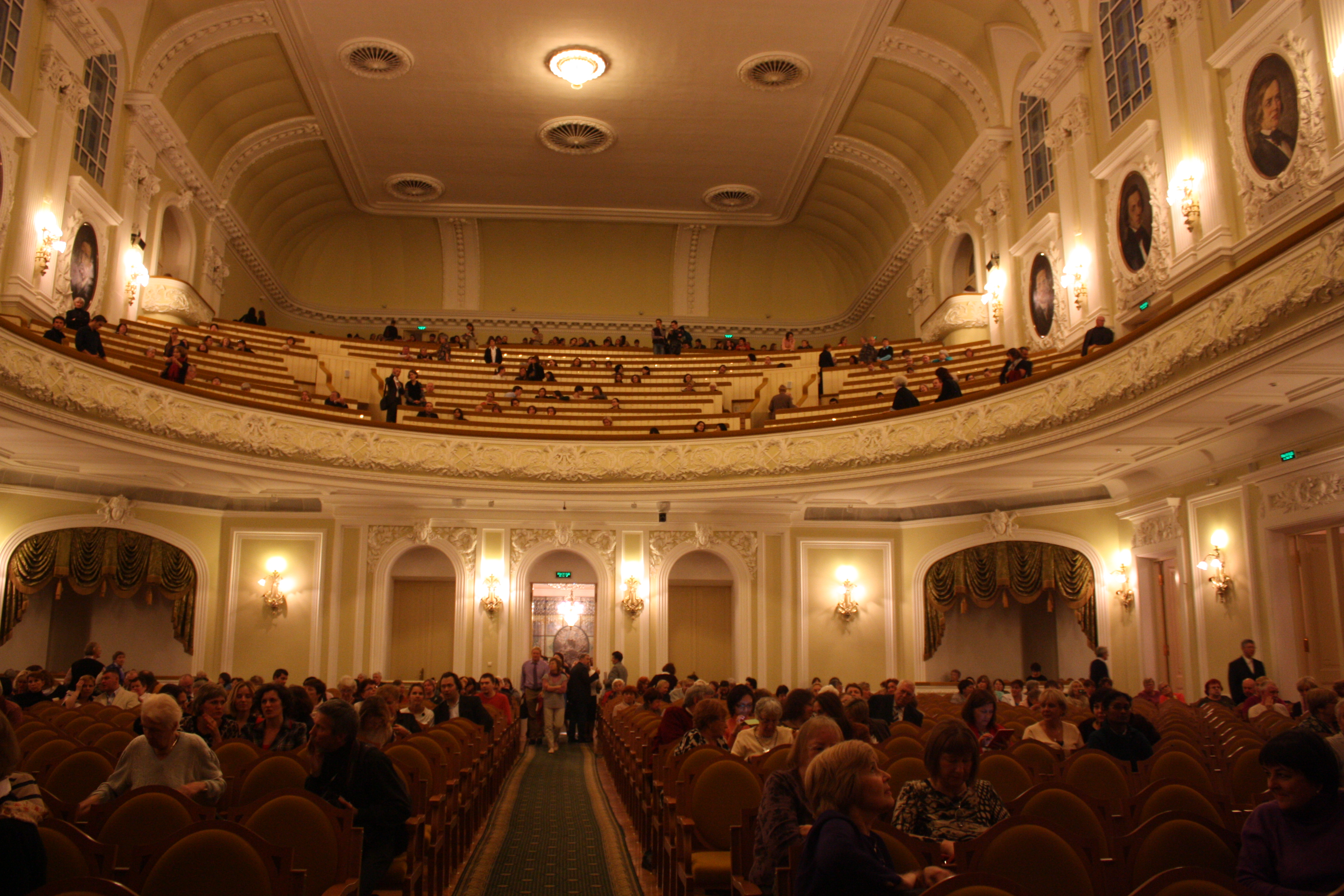
Großer Saal, Blick zur Empore

Der Saal zählt zu den akustisch besten Konzertsälen weltweit und bietet Platz für 1800 Zuschauer. Auf der Bühne finden 130 Orchestermusiker und 250 Sänger gleichzeitig Platz. Die akustische Besonderheit des Saales beruht auf keramischen Hohlkörpern, die im Deckengewölbe eingefügt sind.
Der Saal wurde nach umfangreichen Umbau- und Erweiterungsmaßnahmen des Gebäudes am 20. April 1901 mit einer Aufführung der Oper Ruslan und Ljudmila von Michail Glinka eröffnet.
In den 1920er- bis 1930er-Jahren wurde der Saal nicht nur für Konzerte, sondern auch als Kinosaal genutzt. 1936 gab das Staatliche Sinfonieorchester der UdSSR (heute Staatliches Akademisches Sinfonieorchester Russlands) in diesem Saal sein erstes Konzert. Im Jahr 1940 fanden hier die Spiele der XII. UdSSR-Schachmeisterschaft statt.
In diesem Saal finden Konzerte und Festivals sowie bedeutende internationale Musikwettbewerbe wie der Tschaikowski-Wettbewerb statt, Orchester aus aller Welt und international renommierte Künstler treten hier auf.
Der Saal ist mit Porträts von vierzehn Komponisten geschmückt, angefertigt von Nikolai Bodarewsky. Dargestellt sind Michail Glinka, Johann Sebastian Bach, Wolfgang Amadeus Mozart, Joseph Haydn, Felix Mendelssohn Bartholdy, Richard Wagner, Alexander Borodin, Peter Tschaikowski, Ludwig van Beethoven, Georg Friedrich Händel, Franz Schubert, Robert Schumann, Christoph Willibald Gluck und Anton Rubinstein. 1953 wurden die Porträts von Mendelssohn, Gluck, Haydn und Händel durch Porträts von Nikolai Rimsky-Korsakow, Frédéric Chopin, Alexander Dargomyschski und Modest Mussorgsky ersetzt. Die Porträts von Mendelssohn und Haydn hängen heute im Foyer des Konservatoriums. Die Porträts von Gluck und Händel gingen verloren.
Am 21. Juni 2013 übergab die Wohltätigkeitsstiftung „Kunst, Wissenschaft und Sport“ des russischen Mäzens Alischer Usmanow dem Moskauer Konservatorium einen 1908 gebauten Flügel der St. Petersburger Klavierbaufirma Jakob Becker. Das Instrument, das nun im Großen Saal steht, ist von hohem musealen und künstlerischen Wert und gehörte ehemals vermutlich einer der Töchter von Nadeschda von Meck.

### Kleiner Saal
Der kleine Saal bietet Platz für 436 Zuschauer. Er wurde am 6. November 1898 eröffnet. Bei der Eröffnung wurden anlässlich des fünften Todestages von Peter Tschaikowski dessen Werke aufgeführt. Über dem Bogen über der Bühne des kleinen Saals ist ein Flachreliefporträt von Nikolai Rubinstein angebracht. Die Wände des Saals sind mit Stuckbildern von Musikinstrumenten verziert.

## Orgeln
Die beiden Orgeln des Konservatoriums zählen zu den ältesten erhaltenen Orgeln in Moskau. Mit der Mutin-Orgel besitzt das Konservatorium die bedeutendste historische Orgel Russlands.

## Bekannte Lehrer
→ siehe: Hochschullehrer des Moskauer Konservatoriums

## Bekannte Absolventen
→ siehe: Absolventen des Moskauer Konservatoriums